# ザ・ベター・ウーマン
『ザ・ベター・ウーマン』（英語: The Better Woman）は、フィリピンのテレビドラマ。GMAネットワークで2019年7月1日に初公開された。

## 登場人物
ジャスミン・サントス・デ・ビジャ / ジュリエット・サントス / エレイン・レイエス
演：アンドレア・トレス
アンドリュー・デ・ビジャ
演：デレク・ラムゼイ